# AXA Pro-Cycling Team
Das AXA Pro-Cycling Team war ein niederländisches Radsportteam der Kategorie GS II und Teil der UCI Continental Teams, das von 1999 bis 2005 bestand und in dem Ubbink-Syntec Cycling Team aufging.

## Geschichte
Das Team wurde 1999 als AXA - VVZ Professional Cycling Team gegründet und in der Kategorie GS II eingestuft und begann mit Gerry van Gerwen als Team-Manager und Ton Welling und D. van der Meiden als Sportliche Leiter. Das Team bestand aus 16 niederländischen Fahrern. Die Mannschaftsgröße bewegte sich zwischen 16 Fahrern zu Beginn und 13 Fahrern in den Saisons 2001 und 2005. Während des Bestehens fuhren nur drei Profis, die nicht aus den Niederlanden kamen für das Team. Hierbei handelte es sich um den Esten Peep Mikli, den Australier Russel van Hout und den Österreicher Matthias Schröger, die jedoch alle nur eine Saison bei dem Team waren. Insgesamt fuhren 46 verschiedene Fahrer bei dem Team, wobei nur Robert Slippens und Danny Stam in allen Saisons dabei waren und 24 der Fahrer nur während einer Saison für das Team fuhren. Zur Saison 2001 wurde Ton Welling vom sportlichen Leiter zum Team-Manager, was Welling auch bis zur Auflösung des Teams blieb, und Jan van Dam übernahm Wellings ehemalige Position, während D. van der Meiden ausschied. Zur Saison 2003 wurden John den Braber, der von 1999 bis 2002 für das Team gefahren war, und Wim van Doorn die sportlichen Leiter und ersetzten Jan van Dam. Der Name änderte sich hier erstmals zu AXA Cycling Team. Zur Saison 2004 schied Wim van Doorn als sportlicher Leiter aus, womit John den Braber nun alleine die Position innehatte. Nachdem zur Saison 2005 die UCI ProTour eingeführt wurde, wurde das Team in der Stufe der UCI Continental Teams eingestuft und der Name wurde in AXA Pro-Cycling Team geändert. Nach der Saison 2005 wurde das Team schließlich aufgelöst, aber der Team-Manager, der sportliche Leiter und ein Großteil der Fahrer gingen in das Ubbink-Syntec Cycling Team über.

### Erfolge
Das Team konnte in der Saison 1999 keine Erfolge feiern. Den einzigen Erfolg in der Saison 2000 verbuchte der Neuzugang Joost Legtenberg beim OZ Wielerweekend, wo Legtenberg die 2. Etappe gewann. Den einzigen Erfolg in der Saison 2001 verbuchte der Neuzugang Bjorn Cornelissen beim Dokkum Woudenomloop, wo Cornelissen gewann. Die Erfolge in der Saison 2002 verbuchten Mark Vlijm und Bjorn Cornelissen, die die 1. und 5. Etappe der Olympia’s Tour 2002 gewannen, Jan Hordijk, der die 1. Etappe der Japan-Rundfahrt 2002 gewann, und erneut Mark Vlijm, der das Eintagesrennen Omloop der Kempen gewann. Die Erfolge in der Saison 2003 verbuchten Alain van Katwijk, der die beiden Eintagesrennen Ronde van Overijssel und Omloop der Kempen gewann, und Mark Vlijm, der das Eintagesrennen Ster van Zwolle gewann. Die Erfolge in der Saison 2004 verbuchten Jens Mouris, der das Eintagesrennen Ronde van Overijssel gewann, Peter Möhlmann, der die 7. Etappe der Slowenien-Rundfahrt 2004 sowie die 7. und 8. Etappe der Olympia’s Tour 2004 gewann, Arno Wallaard, der die 4. Etappe der Olympia’s Tour 2004 gewann, und Jos Lucassen, der die 5. Etappe Ringerike Grand Prix 2004 gewann. Die Erfolge in der Saison 2005 verbuchten Paul van Schalen, der die beiden Eintagesrennen Veenendaal-Veenendaal und Ronde van Noord-Holland gewann, Piet Rooijakkers, der die 9. Etappe der Olympia’s Tour 2005 gewann und Niki Terpstra, der das Eintagesrennen Omloop der Kempen gewann.
Das Team konnte insgesamt sechs Etappen bei der Olympia’s Tour und 3-fach das Eintagesrennen Omloop der Kempen gewinnen. Das Eintagesrennen Ronde van Overijssel konnte ebenfalls 2-fach gewonnen werden. Das Team feierte insgesamt 19 Siege, wobei 16 davon bei niederländischen Rennen und jeweils einer bei einem Rennen in Japan, Slowenien und Norwegen zustande kam. Mark Vlijm und Peter Möhlmann konnten jeweils drei Erfolge für das Team verbuchen und Bjorn Cornelissen, Alain van Katwijk und Paul van Schalen gewannen jemals zwei Mal im Trikot des Teams. Insgesamt konnten 12 verschiedene Fahrer einen Sieg für das Team erringen. 2004 war das erfolgreichste für das Team, wo man sechs Siege verbuchte und auch 2002 und 2005 konnte man immerhin vier Mal am Ende ganz oben stehen.

## Mannschaft

### Saison 2005
| Name              | Geburtsdatum       | Nationalität |
| ----------------- | ------------------ | ------------ |
| Bram Aalders      | 6. Juni 1986       | Niederlande  |
| Arthur Farenhout  | 19. November 1972  | Niederlande  |
| Pascal Hermes     | 19. Oktober 1978   | Niederlande  |
| Jos Lucassen      | 21. Juli 1977      | Niederlande  |
| Peter Möhlmann    | 29. September 1982 | Niederlande  |
| Jens Mouris       | 12. März 1980      | Niederlande  |
| Piet Rooijakkers  | 16. August 1980    | Niederlande  |
| Peter Schep       | 8. März 1977       | Niederlande  |
| Robert Slippens   | 3. Mai 1975        | Niederlande  |
| Danny Stam        | 25. Juni 1972      | Niederlande  |
| Niki Terpstra     | 18. Mai 1984       | Niederlande  |
| Peter van Agtmaal | 25. Januar 1982    | Niederlande  |
| Paul van Schalen  | 25. Februar 1972   | Niederlande  |

### Saison 2004
| Name              | Geburtsdatum       | Nationalität |
| ----------------- | ------------------ | ------------ |
| Arthur Farenhout  | 19. November 1972  | Niederlande  |
| Pascal Hermes     | 19. Oktober 1978   | Niederlande  |
| Jos Lucassen      | 21. Juli 1977      | Niederlande  |
| Peter Möhlmann    | 29. September 1982 | Niederlande  |
| Jens Mouris       | 12. März 1980      | Niederlande  |
| Peter Schep       | 8. März 1977       | Niederlande  |
| Matthias Schröger | 14. Oktober 1985   | Österreich   |
| Robert Slippens   | 3. Mai 1975        | Niederlande  |
| Danny Stam        | 25. Juni 1972      | Niederlande  |
| Peter van Agtmaal | 25. Januar 1982    | Niederlande  |
| Paul van Schalen  | 25. Februar 1972   | Niederlande  |
| Mark Vlijm        | 22. September 1977 | Niederlande  |
| Niek Voskamp      | 9. Februar 1981    | Niederlande  |
| Arno Wallaard     | 13. Oktober 1979   | Niederlande  |

### Saison 2003
| Name              | Geburtsdatum       | Nationalität |
| ----------------- | ------------------ | ------------ |
| Arthur Farenhout  | 19. November 1972  | Niederlande  |
| Pascal Hermes     | 19. Oktober 1978   | Niederlande  |
| Mark Louwers      | 28. Februar 1980   | Niederlande  |
| Jos Lucassen      | 21. Juli 1977      | Niederlande  |
| Peter Möhlmann    | 29. September 1982 | Niederlande  |
| Peter Schep       | 8. März 1977       | Niederlande  |
| Robert Slippens   | 3. Mai 1975        | Niederlande  |
| Danny Stam        | 25. Juni 1972      | Niederlande  |
| Peter van Agtmaal | 25. Januar 1982    | Niederlande  |
| Daniel van Elven  | 1. April 1975      | Niederlande  |
| Russel van Hout   | 15. Juni 1976      | Australien   |
| Alain van Katwijk | 28. Februar 1979   | Niederlande  |
| Paul van Schalen  | 25. Februar 1972   | Niederlande  |
| Mark Vlijm        | 22. September 1977 | Niederlande  |

### Saison 2002
| Name              | Geburtsdatum       | Nationalität |
| ----------------- | ------------------ | ------------ |
| Bjorn Cornelissen | 3. Juni 1976       | Niederlande  |
| Jurgen De Jong    | 14. März 1976      | Niederlande  |
| John den Braber   | 16. September 1970 | Niederlande  |
| Edwin Dunning     | 19. Dezember 1974  | Niederlande  |
| Pascal Hermes     | 19. Oktober 1978   | Niederlande  |
| Jan Hordijk       | 10. Dezember 1974  | Niederlande  |
| Jos Lucassen      | 21. Juli 1977      | Niederlande  |
| Marcel Luppes     | 11. September 1971 | Niederlande  |
| Peep Mikli        | 9. Februar 1970    | Estland      |
| Peter Schep       | 8. März 1977       | Niederlande  |
| Robert Slippens   | 3. Mai 1975        | Niederlande  |
| Danny Stam        | 25. Juni 1972      | Niederlande  |
| Daniel van Elven  | 1. April 1975      | Niederlande  |
| Paul van Schalen  | 25. Februar 1972   | Niederlande  |
| Mark Vlijm        | 22. September 1977 | Niederlande  |

### Saison 2001
| Name              | Geburtsdatum       | Nationalität |
| ----------------- | ------------------ | ------------ |
| Sandro Bijnen     | 11. August 1975    | Niederlande  |
| Bjorn Cornelissen | 3. Juni 1976       | Niederlande  |
| Jurgen De Jong    | 14. März 1976      | Niederlande  |
| John den Braber   | 16. September 1970 | Niederlande  |
| Edwin Dunning     | 19. Dezember 1974  | Niederlande  |
| Jan Hordijk       | 10. Dezember 1974  | Niederlande  |
| Renger Ijpendburg | 19. Mai 1971       | Niederlande  |
| Joost Legtenberg  | 31. Juli 1975      | Niederlande  |
| Marcel Luppes     | 11. September 1971 | Niederlande  |
| Peter Schep       | 8. März 1977       | Niederlande  |
| Robert Slippens   | 3. Mai 1975        | Niederlande  |
| Danny Stam        | 25. Juni 1972      | Niederlande  |
| Daniel van Elven  | 1. April 1975      | Niederlande  |

### Saison 2000
| Name              | Geburtsdatum       | Nationalität |
| ----------------- | ------------------ | ------------ |
| Sandro Bijnen     | 11. August 1975    | Niederlande  |
| Patrick Claessens | 22. Januar 1976    | Niederlande  |
| Arjan De Heer     | 22. Mai 1976       | Niederlande  |
| John den Braber   | 16. September 1970 | Niederlande  |
| Davy Dubbeldam    | 25. März 1971      | Niederlande  |
| Edwin Dunning     | 19. Dezember 1974  | Niederlande  |
| Joop Kortenaar    | 21. Januar 1964    | Niederlande  |
| Joost Legtenberg  | 31. Juli 1975      | Niederlande  |
| Marcel Luppes     | 11. September 1971 | Niederlande  |
| Mark ter Schure   | 17. Juni 1976      | Niederlande  |
| Robert Slippens   | 3. Mai 1975        | Niederlande  |
| Danny Stam        | 25. Juni 1972      | Niederlande  |
| Anthony Theus     | 21. Februar 1968   | Niederlande  |
| Angelo van Melis  | 1. Juni 1975       | Niederlande  |

### Saison 1999
| Name                | Geburtsdatum       | Nationalität |
| ------------------- | ------------------ | ------------ |
| Sandro Bijnen       | 11. August 1975    | Niederlande  |
| Huub Bres           | 14. Januar 1978    | Niederlande  |
| John den Braber     | 16. September 1970 | Niederlande  |
| Edwin Dunning       | 19. Dezember 1974  | Niederlande  |
| Erwin Gijsberg      | 31. Juli 1973      | Niederlande  |
| Mario Gutte         | 27. März 1964      | Niederlande  |
| Marcel Luppes       | 11. September 1971 | Niederlande  |
| René Post           | 22. Januar 1974    | Niederlande  |
| Robert Regeling     | 27. Juni 1976      | Niederlande  |
| Robert Slippens     | 3. Mai 1975        | Niederlande  |
| Danny Stam          | 25. Juni 1972      | Niederlande  |
| Anthony Theus       | 21. Februar 1968   | Niederlande  |
| Jarko van Den Stelt | 22. April 1977     | Niederlande  |
| Fulco van Gulik     | 1. August 1979     | Niederlande  |
| Angelo van Melis    | 1. Juni 1975       | Niederlande  |
| Maurice van Rijn    | 13. Dezember 1975  | Niederlande  |